# Сьерра-де-лас-Нивес (комарка)
Сье́рра-де-лас-Ние́вес (исп. Sierra de las Nieves (comarca))  — район (комарка) в Испании, входит в провинцию Малага в составе автономного сообщества Андалусия.

## Муниципалитеты
| Муниципалитет   | Население | Площадь км² | Плотность населения чел./км² |
| --------------- | --------- | ----------- | ---------------------------- |
| Алосайна        | 2.223     | 34          | 65,38                        |
| Касарабонела    | 2.666     | 113         | 23,59                        |
| Эль-Бурго       | 2.049     | 117         | 17,51                        |
| Гваро           | 2.228     | 22          | 101,27                       |
| Истан           | 1.432     | 100         | 14,32                        |
| Монда           | 2.094     | 58          | 36,10                        |
| Охен            | 2.491     | 86          | 28,97                        |
| Толокс          | 2.336     | 94          | 24,85                        |
| Юнкера (Малага) | 3.284     | 58          | 56,62                        |